# Muttersprachlicher Deutschunterricht im nicht-deutschsprachigen Raum
Muttersprachlicher Deutschunterricht im nicht-deutschsprachigen Raum wird jenen Kindern und Jugendlichen im schulpflichtigen Alter erteilt, die muttersprachlich deutsch sprechen, aber im nicht-deutschsprachigen Raum leben. Es handelt sich dabei teils um Migrantenkinder, teils um den Nachwuchs aus deutschsprachigen Minderheiten, die über lange Zeit hinweg ihre sprachliche Eigenständigkeit haben erhalten können.
Die Gesamtzahl der deutschen Muttersprachler (Kinder und Erwachsene), die außerhalb Deutschlands, Österreichs, der Deutschschweiz, Liechtensteins, Luxemburgs, Südtirols und der Deutschsprachigen Gemeinschaft in Belgien leben, wird auf 15 Mio. geschätzt. Besonders viele deutsche Muttersprachler leben in Frankreich (1,2 Mio.), den Vereinigten Staaten (1,1 Mio.), Brasilien (0,9 Mio.), Kanada (0,4 Mio.) und Südafrika (0,3–0,5 Mio.).
Die Schulen, die von den betroffenen Kindern besucht werden, bieten mehrheitlich keinen Deutschunterricht an, sodass ihre deutsche Alphabetisierung oftmals ein Problem darstellt.

## Schul- und Unterrichtsformen
Für den muttersprachlichen Deutschunterricht von Kindern, die außerhalb des deutschen Sprachraums aufwachsen, können verschiedene Beschulungs- und Unterrichtsformen genutzt werden. Öffentliche Schulen, an denen deutsche Muttersprachler neben landessprachlichem Unterricht auch Deutschunterricht erhalten können, finden sich am ehesten in Regionen, in denen traditionell starke deutschsprachige Minderheiten leben, z. B. im Elsass.
Schulen, die – wie die Deutschen Auslandsschulen und die in Deutschland niedergelassenen Fernschulen – aus öffentlichen Mitteln deutschsprachiger Länder gefördert werden, richten ihre Angebote oftmals primär an potentielle Rückkehrer. Deutschsprachige Migrantenkinder erhalten hier Gelegenheit, einen im Herkunftsland anerkannten Schulabschluss zu erwerben.
In vielen Fällen ist der Deutschunterricht der Initiative der Eltern überlassen, die dann entweder Privatlehrer beschäftigen oder ihren Kindern selbst Hausunterricht erteilen können. Da eine Tradition des Hausunterrichtes im deutschsprachigen Raum nicht besteht und eine entsprechende Didaktik darum noch nicht entwickelt worden ist, fehlt jedoch auch Unterrichtsmaterial, das den besonderen Anforderungen des Hausunterrichts gerecht wird.
In Städten, in denen viele deutschsprachige Migranten leben, führt Privatinitiative oftmals auch zur Gründung deutscher Privatschulen, die entweder als allgemeinbildende Schulen oder als Samstagsschulen – also als Ergänzung zur landessprachlichen Schule – arbeiten.

## Maßnahmen der Länder im deutschsprachigen Raum

### Deutschland

#### Kultusministerien
In Deutschland liegt die Kulturhoheit bei den Bundesländern. Für den Deutschunterricht deutscher Staatsbürger im nicht-deutschsprachigen Raum sind daher die Kultusministerien der Länder zuständig. Die Initiativen des Bundesministeriums für Bildung und Forschung beschränken sich auf die Förderung des Deutschunterrichts für Zielgruppen in Deutschland.

#### Deutsche Auslandsschulen
Die Zentralstelle für das Auslandsschulwesen (ZfA) im Bundesverwaltungsamt betreut eine Reihe von Deutschen Auslandsschulen, die im Ausland als Privatschulen bestehen und aus deutschen öffentlichen Mitteln gefördert werden. Die Hauptaufgabe dieser Schulen liegt darin, deutschen Migrantenkindern den Erwerb eines in Deutschland anerkannten Schulabschluss zu ermöglichen.
In Zusammenarbeit mit der Zentralstelle für das Auslandsschulwesen (ZfA), dem Goethe-Institut (GI), dem Deutschen Akademischen Austauschdienst (DAAD) und dem Pädagogischen Austauschdienst (PAD) der Kultusministerkonferenz betreibt das Auswärtige Amt die Initiative „Schulen: Partner der Zukunft“ (PASCH). Darin sind weltweit mehr als 1700 Schulen vernetzt sind, die besondere Deutschprogramme anbieten. Die Initiative richtet sich allerdings nicht speziell an deutsche Muttersprachler, sondern in erster Linie an Schüler, die Deutsch als Fremdsprache erlernen wollen.

#### Auslandsschulen der Bundeswehr
Die Bundeswehr betreibt einige Auslandsschulen, an denen die Kinder muttersprachlich deutschen Unterricht erhalten, deren Eltern als Bundeswehrangehörige im Ausland eingesetzt sind. Diese Schulen befinden sich in den Vereinigten Staaten, den Niederlanden, Belgien, Frankreich und Italien.

#### Fernschulen
In Deutschland gibt es drei Fernschulen, die Kinder im Ausland mit muttersprachlichem Deutschunterricht versorgen können:
- Die 1971 gegründete Deutsche Fernschule in Wetzlar (Hessen) bietet Fernlehrgänge für Vor- und Grundschüler bis zur 5. Klassenstufe an.[5] Die Einrichtung beschäftigt 60 Lehrer und betreut gegenwärtig knapp 600 Schüler in 139 Ländern.[6]
- Das Institut für Lernsysteme (ILS) in Hamburg betreut Schüler der Klassenstufen 5–10, die hier den Haupt- oder Realschulabschluss erwerben können. Seit der Schaffung des Programms im Jahre 1980 haben gut 7.500 Schüler das Angebot genutzt.[7] Das ILS bietet auch Fernkurse zur Vorbereitung aufs Abitur an, das dann jedoch als Externen-Abitur in Deutschland abgelegt werden muss.[8]
- Die Flex-Fernschule in Oberrimsingen (Baden-Württemberg) betreut ebenfalls Schüler der Klassenstufen 5–10, ihre Angebote sind aber speziell auf Kinder und Jugendliche mit Lernproblemen zugeschnitten, die hier nach einem heilpädagogischen Konzept gefördert werden. Träger der Schule ist die katholische Caritas.[9]

Alle drei Fernschulen finanzieren sich durch Studiengebühren, letztere zwei auch durch staatliche Zuschüsse.

### Österreich
Österreich betreut einige Österreichische Auslandsschulen, wie das St. Georgs-Kolleg Istanbul und das Instituto Austriaco Guatemalteco.
Fernschulen, die deutschsprachige Migrantenkinder außerhalb der Landesgrenzen beschulen, gibt es in Österreich derzeit nicht. Auch das österreichische Bundesministerium für Bildung, Wissenschaft und Forschung betreibt gegenwärtig keine Initiativen oder Programme zur Sprachförderung österreichischer Migrantenkinder im nicht-deutschsprachigen Ausland.

### Schweiz
In der Schweiz ist das Bildungswesen vorrangig eine Angelegenheit der Kantone; ein eidgenössisches Kultusministerium wurde niemals eingerichtet. Das Land betreut einige deutsche Schulen in den nicht-deutschsprachigen Landesteilen (wie die Deutsche Schule Genf), aber auch in anderen Ländern, z. B. die traditionsreiche Schweizer Schule Mailand, die Deutschsprachige Schule Bangkok und die German Swiss International School in Accra (Ghana). Eine Fernschule, die deutschsprachige Migrantenkinder im Ausland beschult, existiert in der Schweiz zurzeit nicht.

## Situation in einzelnen Ländern

### Vereinigte Staaten
In den Vereinigten Staaten wurden im Jahre 2000 1.382.613 deutsche Muttersprachler gezählt. Im Jahre 2006 waren es nach einer Schätzung der U. S. Census-Behörde 1.135.999, darunter ca. 170.000 Kinder im Schulalter.
In den USA bestehen fünf deutsche Auslandsschulen – die Deutsche Internationale Schule Boston, die Deutsche Schule New York, die Deutsche Schule Washington (Washington, D.C.), die Deutsche Schule Portland (Oregon) und die Deutsche Internationale Schule Silicon Valley (Santa Clara) – an denen insgesamt etwa 1.000 deutschsprachige Schüler unterrichtet werden.
Daneben gibt es eine Reihe weiterer deutscher Privatschulen, wie die German School of Atlanta oder die German American International School in Menlo Park, aber auch diese erreichen nur einen sehr geringen Teil der über das ganze Land verteilt lebenden deutschsprachigen Migrantenkinder. Die Bundeswehr betreibt in den USA die Deutsche Schule Sheppard.
Die ZdA und das Goethe-Institut betreuen in den USA einige weitere Schulen, die jedoch keinen muttersprachlichen Deutschunterricht anbieten, sondern Deutsch als Fremdsprache lehren. Im übrigen Schulsystem der Vereinigten Staaten wird Deutsch als Fremdsprache von der High School an – also in den Klassenstufen 9–12 – gelehrt, sofern ein entsprechendes Programm vorhanden ist. Dies ist an 38 % aller öffentlichen High Schools der Fall.

### Schweden
In Schweden wird allen Kindern Muttersprachenunterricht erteilt, wenn es mindestens fünf Schüler in der Kommune gibt, die die Sprache täglich sprechen, grundlegende Kenntnisse der Sprache vorweisen können und Muttersprachenunterricht bekommen möchten, vorausgesetzt es gibt einen Lehrer. Der Muttersprachenunterricht ist ein Schulfach, er wird entsprechend benotet und Fehlzeiten werden erhoben, doch liegt er meist außerhalb der regulären Schulzeit. Eine Stunde pro Woche ist üblich, doch kann er auch kürzer sein.

## Besondere Probleme der Zielgruppe
Ein Großteil der Kinder deutschsprachiger Migranten wächst mehrsprachig auf, besonders wenn im Kindergarten und in der Schule eine andere Sprache gesprochen wird als im Elternhaus, oder wenn die Eltern in der Landessprache kommunizieren, weil einer von ihnen nicht deutsch spricht. Je erfolgreicher die Kinder in ein nicht-deutschsprachiges soziales Umfeld (Schule, Gleichaltrige) integriert sind, umso häufiger kommt es vor, dass sie schlecht deutsch sprechen – und zwar selbst dann, wenn die Eltern zu Hause nur deutsch sprechen. In diesem Fall muss im Deutschunterricht – ähnlich wie bei Migrantenkindern in Deutschland – nicht nur das Lesen und Schreiben vermittelt, sondern z. B. auch Grammatik- und Wortschatzentwicklung geleistet werden.
Andererseits sind diese Kinder in ihrer deutschen Sprachentwicklung bereits zu weit fortgeschritten, um von dem fremdsprachlichen Deutschunterricht, der in vielen Ländern an den Schulen angeboten wird, noch zu profitieren. Dies gilt umso mehr für Länder wie z. B. die USA, in denen Fremdsprachenunterricht erst in den oberen Klassenstufen erteilt wird.
Da zweisprachige Schulen nur selten zur Verfügung stehen, bleibt deutschsprachigen Kindern, die im nicht-deutschen Raum aufwachsen, für einen deutschen Unterricht meist auch nur wenig Zeit. Sie sind in den meisten Ländern bildungs- oder schulpflichtig und verbringen einen Großteil des Tages in der Schule, wo die Arbeits- und Hausaufgabenbelastung oftmals so erheblich ist, dass eine zusätzliche Beschulung kaum zugemutet werden kann.